# Khúc côn cầu trên cỏ tại Đại hội Thể thao Đông Nam Á 2017 – Giải đấu Nam
Giải đấu khúc côn cầu trên cỏ dành cho nam tại Đại hội Thể thao Đông Nam Á 2017 được tổ chức từ ngày 22 đến ngày 29 tháng 8 tại Malaysia. Giải đấu này, bao gồm 5 đội tuyển Đông Nam Á thi đấu ở nội dung nam.
Tất cả các trận đấu đều diễn ra tại Sân vận động Khúc côn cầu Quốc gia ở Bukit Jalil.

## Lịch thi đấu
Sau đây là lịch thi đấu của giải đấu khúc côn cầu trên cỏ dành cho nam:
| VB | Vòng bảng | B | Trận play-off tranh hạng 3 | CK | Chung kết |

| Thứ 3 22/8 | Thứ 4 23/8 | Thứ 5 24/8 | Thứ 6 25/8 | Thứ 7 26/8 | CN 27/8 | Thứ 2 28/8 | Thứ 3 29/8 | Thứ 3 29/8 |
| ---------- | ---------- | ---------- | ---------- | ---------- | ------- | ---------- | ---------- | ---------- |
| VB         | VB         | VB         | VB         | VB         | VB      |            | B          | CK         |

## Quốc gia tham dự
Bao gồm 5 đội sau đây đã tham gia giải đấu.
- Indonesia (INA)
- Malaysia (MAS)
- Myanmar (MYA)
- Singapore (SGP)
- Thái Lan (THA)

## Chia bảng
Không có lễ bốc thăm chính thức vì chỉ có 5 đội tham gia giải đấu này. Tất cả các đội sẽ được tự động gộp vào làm một nhóm.

## Kết quả
- Tất cả các giờ đều là Giờ chuẩn Malaysia (UTC+8).

### Vòng bảng
| VT | Đội          | ST | T | H | B | BT | BB | HS  | Đ  | Giành quyền tham dự   |
| -- | ------------ | -- | - | - | - | -- | -- | --- | -- | --------------------- |
| 1  | Malaysia (H) | 4  | 4 | 0 | 0 | 39 | 2  | +37 | 12 | Tranh huy chương vàng |
| 2  | Myanmar      | 4  | 2 | 1 | 1 | 8  | 10 | −2  | 7  | Tranh huy chương vàng |
| 3  | Singapore    | 4  | 2 | 1 | 1 | 12 | 17 | −5  | 7  | Tranh huy chương đồng |
| 4  | Thái Lan     | 4  | 0 | 1 | 3 | 6  | 15 | −9  | 1  | Tranh huy chương đồng |
| 5  | Indonesia    | 4  | 0 | 1 | 3 | 7  | 28 | −21 | 1  |                       |

| 22 tháng 8 năm 2017 15:30 |

| Singapore | 6–4     | Indonesia                                          |
| --- | ------- | -------------------------------------------------- |
| Silas Noor Shah 2' · Mohamed Sabri Yuhari 4' · Ferdaus Ashriq Zul'kepli 36', 56' · Enrico Marican 54' · Jan Vanderput 58' | Báo cáo | Hosea Kbarek 18', 44', 55' · Abdullah Al Akbar 21' |

| Trọng tài: Saleh Albalushi (OMA) Rais Zakaria (MAS) |

| 22 tháng 8 năm 2017 16:00 |

| Thái Lan                 | 2–4     | Myanmar                                         |
| ------------------------ | ------- | ----------------------------------------------- |
| Borirak Harapan 45', 59' | Báo cáo | Nyein Chan Aung 5', 43', 55' · Hein Min Zaw 35' |

| Trọng tài: Salim Lucky (BAN) Faris Ali (SGP) |

| 23 tháng 8 năm 2017 16:00 |

| Singapore                                    | 2–2     | Myanmar         |
| -------------------------------------------- | ------- | --------------- |
| Norman Teo 31' · Muhammad Farhan Kamsani 43' | Báo cáo | Zar Ni 25', 40' |

| Trọng tài: Ilmu Wijaya (INA) Rais Zakaria (MAS) |

| 23 tháng 8 năm 2017 20:00 |

| Malaysia | 18–1    | Indonesia               |
| --- | ------- | ----------------------- |
| Faizal Saari 1', 21', 43', 51', 56' · Fitri Saari 3', 17', 40' · Razie Rahim 5', 36', 44' · Shahril Saabah 6', 50' · Rashid Baharom 9', 29' · Ramadan Rosli 17', 59' · Nabil Noor 48' · | Báo cáo | Abdullah Al Akbar 34' · |

| Trọng tài: Ye Kyaw Thu (MYA) Noppodon Prompin (THA) |

| 24 tháng 8 năm 2017 20:00 |

| Thái Lan | 0–6     | Malaysia                                                                                |
| -------- | ------- | --------------------------------------------------------------------------------------- |
|          | Báo cáo | Azri Hassan 8' · Ramadan Rosli 9', 59' · Aiman Nik Rosemi 10' · Faizal Saari 15', 54' · |

| Trọng tài: Faris Ali (SGP) Saleh Al Balushi (OMA) |

| 25 tháng 8 năm 2017 16:00 |

| Myanmar                               | 2–0     | Indonesia |
| ------------------------------------- | ------- | --------- |
| Aung Nyein Chan 49' · Thet Htwe 54' · | Báo cáo |           |

| Trọng tài: Faris Ali (SGP) Salim Lucky (BAN) |

| 26 tháng 8 năm 2017 16:00 |

| Indonesia                                  | 2–2     | Thái Lan                                            |
| ------------------------------------------ | ------- | --------------------------------------------------- |
| Hosea Kbarek 18' · Abdullah Al Akbar 51' · | Báo cáo | Surasak Thammueangkhun 43' · Seksit Samoechai 59' · |

| Trọng tài: Rais Zakaria (MAS) Ye Kyaw Thu (MYA) |

| 26 tháng 8 năm 2017 20:00 |

| Singapore            | 1–9     | Malaysia |
| -------------------- | ------- | --- |
| Enrico Marican 43' · | Báo cáo | Aiman Nik Rosemi 2', 13' · Faizal Saari 5', 31', 40' · Fitri Saari 8' · Tengku Ahmad Tajuddin 26' · Razie Rahim 34' · Shahril Saabah 50' · |

| Trọng tài: Salim Lucky (BAN) Noppodon Prompin (THA) |

| 27 tháng 8 năm 2017 18:00 |

| Thái Lan                                    | 2–3     | Singapore                            |
| ------------------------------------------- | ------- | ------------------------------------ |
| Vong Lenbury 49' · Thanakrit Boon-Art 51' · | Báo cáo | Mohamed Sabri Yuhari 26', 30', 39' · |

| Trọng tài: Saleh Al Balushi (OMA) Ye Kyaw Thu (MYA) |

| 27 tháng 8 năm 2017 20:00 |

| Malaysia                                                                                  | 6–0     | Myanmar |
| ----------------------------------------------------------------------------------------- | ------- | ------- |
| Shahril Saabah 10', 40' · Fitri Saari 14' · Razie Rahim 18', 23' · Aiman Nik Rosemi 41' · | Báo cáo |         |

| Trọng tài: Ilmu Wijaya (INA) Noppodon Prompin (THA) |

### Tranh huy chương đồng
| 29 tháng 8 năm 2017 16:00 |

| Singapore                                     | 2–1     | Thái Lan               |
| --------------------------------------------- | ------- | ---------------------- |
| Mohamed Sabri Yuhari 4' · Ian Vanderput 59' · | Báo cáo | Seksit Samoechai 56' · |

| Trọng tài: Saleh Al Balushi (OMA) Ilmu Wijaya (INA) |

### Tranh huy chương vàng
| 29 tháng 8 năm 2017 18:30 |

| Malaysia | 14–0    | Myanmar |
| --- | ------- | ------- |
| Razie Rahim 1', 17', 60' · Shahril Saabah 6', 27' · Ramadan Rosli 30' · Azuan Hasan 43' · Faizal Saari 46', 58' · Aiman Nik Rosemi 47', 58' · Fitri Saari 47' · Azri Hassan 52' · Rashid Baharom 53' · | Báo cáo |         |

| Trọng tài: Salim Lucky (BAN) Noppodon Prompin (THA) |